# Elizabeth van Lew

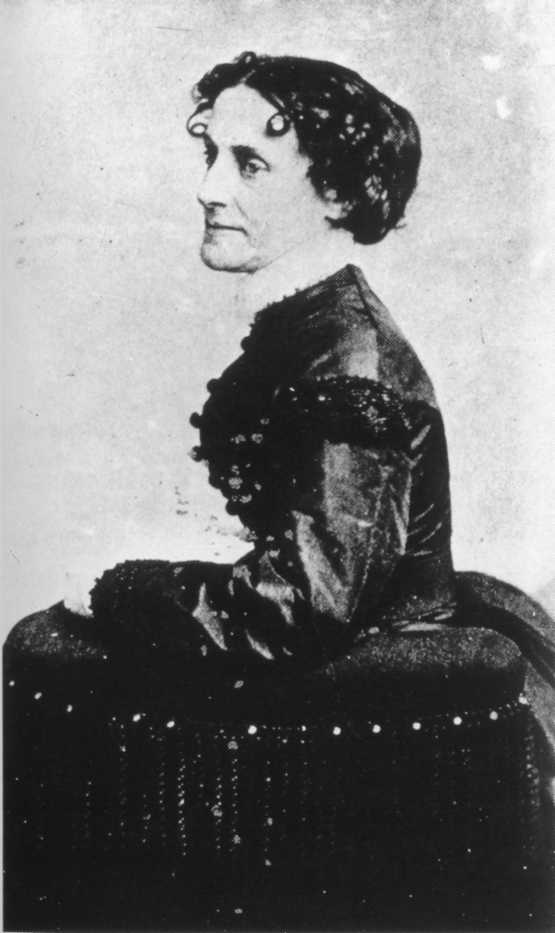
Elizabeth van Lew

Elizabeth van Lew (* 17. Oktober 1818 in Richmond, Virginia; † 25. September 1900 ebenda) war eine US-amerikanische Abolitionistin und Spionin. Selbst gebürtig aus den Südstaaten, spionierte sie während des Amerikanischen Bürgerkrieges für die Nordstaaten und gründete den ersten Spionagering der Union, den Richmond Underground. Zu ihren berühmtesten Taten gehört die Einschleusung ihrer afroamerikanischen Bediensteten Mary Bowser in den Haushalt von Jefferson Davis, Präsident der Konföderierten Staaten. Aufgrund der Anfeindungen ihrer Landsleute nach dem Krieg wird sie bis heute oft fälschlicherweise als Crazy Bet bezeichnet.

## Leben

### Herkunft und erste Jahre
Elizabeths Vater John Van Lew stammte aus einer ursprünglich niederländischen Familie auf Long Island. Er kam im Alter von 26 Jahren nach Richmond und machte dort als Haushaltswarenhändler ein Vermögen. Ihre Mutter Elizabeth Baker war die Tochter Hilary Bakers, der von 1796 bis 1797 Bürgermeister von Philadelphia war. Das Paar bewohnte ein herrschaftliches Anwesen auf Church Hill, gegenüber der berühmten St. John’s Episcopal Church, und hatte insgesamt drei Kinder. Elizabeth wurde als die Zarteste von ihnen beschrieben, aber auch die Willensstärkste. Die Familie war in Richmond hoch angesehen; in ihrem Haus waren Berühmtheiten wie die Sängerin Jenny Lind und der Schriftsteller Edgar Allan Poe zu Gast.
Trotz ihrer hohen gesellschaftlichen Stellung im Süden pflegten die van Lews nach wie vor ihre Beziehungen in den Norden und schickten Elizabeth in Philadelphia zur Schule. Von dort kehrte sie als überzeugte Abolitionistin zurück. Dabei sah sie sich in der alten Tradition Virginias, gegen die Knechtschaft des Menschen zu rebellieren. Als sie fünfundzwanzig Jahre alt war, starb ihr Vater. Während ihr Bruder John das Geschäft übernahm, überzeugte Elizabeth ihre Mutter in den 1850ern, ihre Sklaven freizulassen, darunter die junge Mary Bowser, die sie sogar in Philadelphia zur Schule schickte. Zusätzlich kaufte sie Verwandte und Kinder ihrer ehemaligen Sklaven und ließ diese ebenfalls frei. Dennoch blieben die meisten von ihnen als Bedienstete bei ihr, sowohl während des Krieges als auch bis in ihre späteren Lebensjahre.
Nach John Browns Hinrichtung im Jahr 1859 verschärfte sich der Konflikt zwischen den Sklavenhalterstaaten und den freien Staaten innerhalb der Union. Elizabeth beschrieb die Zustände in Richmond als „dauerhaften Kriegszustand“ und beobachtete mit wachsender Unruhe, wie ihre Landsleute auf die Sezession Virginias drängten. Sie selbst war trotz ihrer Geburt in den Südstaaten überzeugte Befürworterin der Union und betrachtete die Loslösungsbestrebungen der Sklavenhalterstaaten als Verrat an den Vereinigten Staaten. Aus diesem Grund begann sie Generälen und der Regierung in Washington, D.C. in Briefen zu berichten, was vor Ort geschah.

### Spionage
Am 17. April 1861 sagte sich Virginia von den Vereinigten Staaten los und Elizabeth erkannte schnell, dass sie ihre privilegierte Stellung in der Richmonder Gesellschaft für die Nordstaaten nutzen konnte. Während die Südstaaten von Anfang an Sympathisanten wie Rose O’Neal Greenhow an strategisch wichtigen Stellen in der Union hatten, gab es in der Konföderation zunächst keine etablierten Strukturen und Ministerien, die gezielt ausspioniert werden konnten. Zu Beginn des Krieges waren weder die militärischen Führungspersönlichkeiten noch der zukünftige Regierungssitz der Südstaaten bekannt. Daher waren die Nordstaaten auf Informationen einzelner Sympathisanten angewiesen. Elizabeth van Lew gründete mit dem Richmond Underground den ersten bekannten Spionagering für die Union. Zu ihren Spionen gehörten hauptsächlich alteingesessene, angesehene Bürger der Stadt, darunter auch Martin M. Lipscomb, der für das Amt des Bürgermeisters kandidierte.
Obwohl Elizabeth niemals eine Ausbildung als Spionin erhalten hatte, ging sie äußerst professionell vor. So organisierte sie selbstständig fünf sichere Stationen auf der Route von Richmond nach Norden, besetzte sie mit von ihr freigelassenen früheren Sklaven und leitete auf diese Weise Nachrichten ins Unionsgebiet weiter, gelegentlich in ausgehöhlten Eiern oder den Schuhsohlen ihrer Bediensteten versteckt. Dabei achtete sie darauf, Nachrichten stets in mehreren verschlüsselten Teilen und über verschiedene Kuriere zu versenden. Zudem waren die Nachrichten mit einer unsichtbaren Tinte geschrieben, die erst beim Kontakt mit Milch lesbar wurde. Damit ihre Bediensteten unauffällig die Stadt verlassen konnten, besorgte Elizabeth ihnen Pässe der Militärbehörden, mit der Begründung, sie müssten sich um den Bauernhof der van Lews außerhalb Richmonds kümmern.

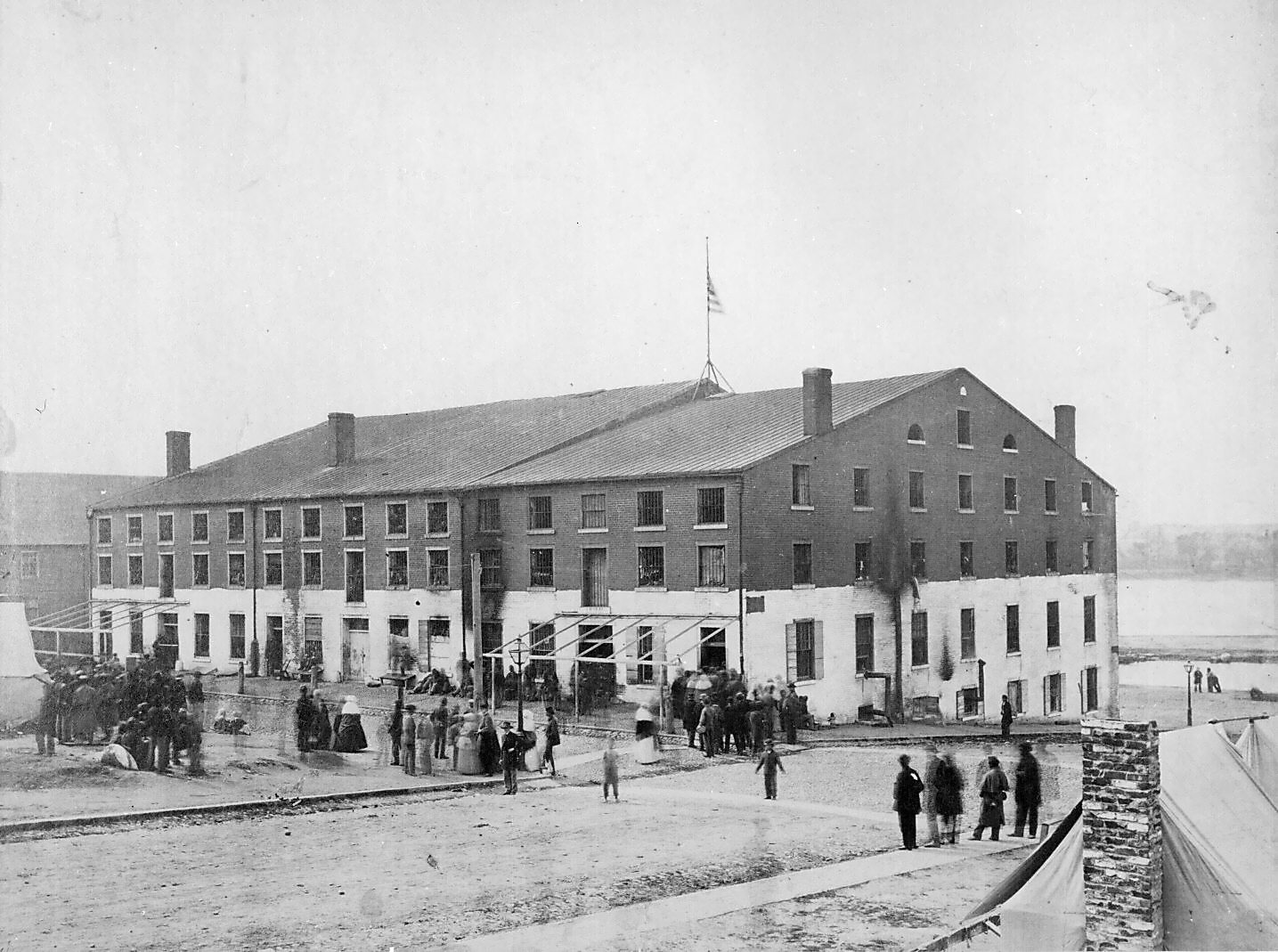
Das Libby-Gefängnis im April 1865

Elizabeth van Lew erhielt die Erlaubnis, die kriegsgefangenen Soldaten der Union im Libby-Gefängnis zu besuchen, die sie medizinisch versorgte und deren Informationen sie weiterleitete, u. a. an Benjamin Franklin Butler, den Kommandanten von Fort Monroe. Das Wohlwollen des Aufsehers David H. Todd, eines Halbbruders der Präsidentengattin Mary Lincoln, sicherte sie sich mit Geschenken von Buttermilch und Pfefferkuchen. Der Geheimdienst der Union berichtete später: „Dank ihrer reizenden Manieren und ihrem großzügigen Gebrauch von Geld erlangte sie rasch Kontrolle über das Rebellengefängnis.“ Als ihr verboten wurde, mit den Gefangenen zu sprechen, ließ sie ihnen stattdessen Bücher überbringen, in die die Unionssoldaten mit Nadeln militärische Informationen einstachen. Im Februar 1864, als über hundert von ihnen aus dem Gefängnis ausbrachen, versteckte sie mehrere von ihnen in geheimen Zimmern in ihrem Haus, u. a. den Oberst Paul Revere. Trotz aller Durchsuchungen wurden weder die Räume noch Elizabeths Schützlinge jemals gefunden.
Mit ihrer Hilfe für die gefangenen Unionssoldaten machte sich Elizabeth allerdings Feinde in der Bevölkerung. Die Zeitung Richmond Enquirer brandmarkte sie und ihre Mutter in einem Artikel öffentlich als Helfer der „Schurken, die in unser heiliges Land einmarschiert sind“. Die van Lews sahen sich daraufhin Anfeindungen und Todesdrohungen ausgesetzt. Die Zeitung Richmond Dispatch drohte offen, sie als „ausländische Feinde des Landes zu offenbaren und zu behandeln“. Trotz aller Anfeindungen und Spitzel, die auf sie angesetzt wurden, gelang es ihr jedoch stets, Schwierigkeiten mit der Obrigkeit zu vermeiden. Als ein neuer Gefängnisaufseher nach Richmond kam und keinen Wohnraum finden konnte, ließ sie ihn und seine Frau in ihrem Haus wohnen, so dass ihre Besuche im Gefängnis gesichert waren und die verärgerten Bürger Richmonds sie in Ruhe ließen.
Dennoch musste sie im Laufe der Jahre auch Fehlschläge hinnehmen. So spielte sie im Frühjahr 1864 dem Norden Informationen über eine groß angelegte Gefangenenüberführung in Richmond zu mit dem Hinweis, dass die Stadt ein leichtes Ziel sein würde. Das führte zu einem Angriff der Unionstruppen unter Hugh Judson Kilpatrick und Oberst Ulric Dahlgren, bei dem die Union schwere Verluste erlitt. Kilpatrick musste sich zurückziehen, Dahlgren fiel. Sein Körper wurde verstümmelt, zur Schau gestellt und auf Befehl von Jefferson Davis bei Nacht heimlich anonym inmitten anderer Unionssoldaten bestattet. Allerdings hatte einer von Elizabeths schwarzen Bekannten die Bestattung gesehen und das Grab markiert. Ihre Helfer gruben den Sarg nachts wieder aus, schmuggelten ihn unter einer Ladung Pfirsichbäume aus Richmond und bestatteten ihn auf einem Bauernhof außerhalb der Stadt.

Ulysses S. Grant, 1864

Ein bedeutender Erfolg war die Einschleusung ihrer Bediensteten Mary Bowser ins konföderierte Weiße Haus. Mary, die sich als Analphabetin ausgab, arbeitete für Jefferson Davis und dessen Frau Varina als Hausmädchen. Somit konnte sie liegen gelassene Papiere lesen und sogar bei Sitzungen des konföderierten Senats ungehindert ein- und ausgehen. Was sie erfuhr, trug sie Elizabeth zu, die es an die Union weiterleitete. Elizabeth berichtete über Mary:

„Wenn ich am Morgen die Augen öffne, frage ich das Dienstmädchen, ‚Was gibt es Neues, Mary?‘ und meine Informantin versagt niemals! Meistens erhalten wir die verlässlichsten Informationen von den Schwarzen und sie beweisen Klugheit, Diskretion und Besonnenheit, was wunderbar ist.“

Nachdem Ulysses S. Grant im März 1864 den Oberbefehl über die Streitkräfte der Union erhalten hatte, spionierte Elizabeth für seinen Nachrichtenoffizier General George H. Sharpe, den Leiter des Bureau of Military Information. Unter anderem arbeitete sie mit dem Telegrafisten J. O. Kerbey zusammen, der an einer Bahnstation arbeitete, über die die Telegrafenkabel nach Richmond verliefen. Somit konnte er den gesamten Telegrafenverkehr in die Hauptstadt der Konföderation mitlesen. Ihr Netzwerk war so effektiv, dass sie Grant während dessen Konfrontation mit Robert Edward Lee bei Richmond nicht nur mit Nachrichten, sondern täglich ungehindert mit frischen Blumen versorgen konnte. Sharpe schrieb über sie: „Für lange, lange Zeit verkörperte sie alles, was von der Macht der Regierung der Vereinigten Staaten in der Stadt Richmond übrig geblieben war.“ Wie zur Bestätigung seiner Worte hisste sie im April 1865 trotz eines wütenden Mobs wenige Stunden vor Einmarsch der Unionstruppen in Richmond eine gewaltige Unionsflagge auf dem Dach ihres Hauses. Grant dankte ihr bei einem persönlichen Besuch mit den Worten: „Ihr habt mir die wertvollsten Nachrichten gesandt, die wir während des Krieges aus Richmond erhielten.“

### Letzte Jahre
Obwohl sie aufgrund ihrer Verdienste um die Union unter Grants persönlichem Schutz stand, gestaltete sich die Nachkriegszeit sehr schwierig für Elizabeth. Ihre Mutter und ihr Bruder waren inzwischen gestorben; nur ihre Nichte Lizzie lebte noch bei ihr. Da sie ihre Spionagetätigkeit und ihre Hilfe für die Kriegsgefangenen der Union aus eigener Tasche bezahlt hatte, war sie praktisch verarmt, als das Geschäft der Familie nach dem Tod ihres Bruders schließen musste. Hinzu kam der Zorn der Richmonder Bürger auf sie. 1866 bat sie aus Gründen des Selbstschutzes das Kriegsministerium um die Herausgabe aller mit ihr zusammenhängenden Papiere, die sie anschließend vernichtete. Sie beschrieb ihre Lage in Richmond mit den Worten:

„Ich lebe hier in vollkommener Isolation. Niemand geht auf der Straße mit uns, niemand begleitet uns irgendwohin und es wird schlimmer und schlimmer, während die Jahre verstreichen und die, die ich liebe, sich zu ihrer langen Ruhe begeben.“

Noch in den 1870ern wurde Kindern wie Ellen Glasgow beigebracht, Elizabeth als Hexe zu betrachten. Möglicherweise tauchte während dieser Anfeindungen das erste Mal der Spitzname Crazy Bet (dt. verrückte Bet) auf, da bald Gerüchte kursierten, Elizabeth hätte während des Krieges Wahnsinn vorgetäuscht, um bei ihren Aktivitäten unbehelligt zu bleiben. Obwohl dieser Spitzname auch in modernen Publikationen verwendet wird, gibt es keinen zeitgenössischen Beleg für diese Vorgehensweise Elizabeths.
Unter Grants Präsidentschaft erhielt Elizabeth schließlich das Amt des Postmeisters von Richmond und behielt es während seiner gesamten Amtszeit. Sie war maßgeblich daran beteiligt, das Postsystem zu modernisieren und stellte auch afroamerikanische Arbeiter ein. Für sie förderte sie eine afroamerikanische Bibliothek, die 1876 in Richmond eröffnet wurde. Unter Rutherford B. Hayes verlor sie ihren Posten und wurde stattdessen Angestellte im Postamt. Grant versuchte mehrfach vergeblich, ihr ihren alten Posten wieder zu verschaffen oder ihr zumindest ein Geldgeschenk der Regierung als Anerkennung ihrer Dienste im Krieg zukommen zu lassen. Stattdessen war Elizabeth letztendlich auf die Spenden ihrer befreiten Bediensteten und dankbarer Unionssoldaten angewiesen. Ihre letzten Jahre verbrachte sie damit, sich für Frauenrechte einzusetzen. Unter anderem weigerte sie sich, Steuern zu zahlen, da sie als Frau auch nicht wahlberechtigt war.

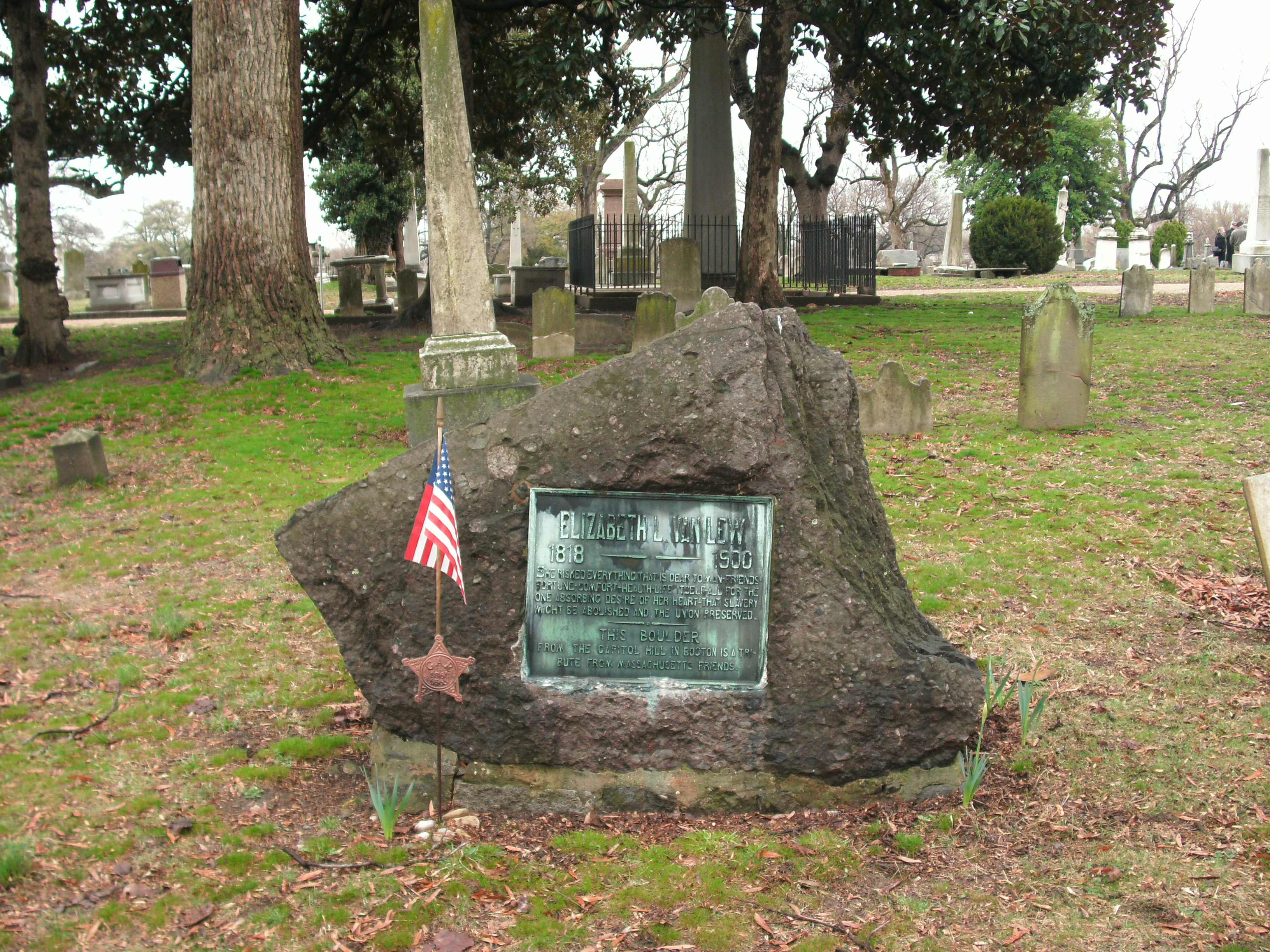
Grab Elizabeth van Lews auf dem Shockoe Hill Cemetery

Sie starb am 25. September 1900 in Richmond. Erst auf dem Sterbebett gab sie die Existenz ihres Tagebuchs bekannt und vermachte es John P. Reynolds, einem Neffen Paul Reveres, den sie in ihrem Haus versteckt hatte. An ihrer Beerdigung auf dem Shockoe Hill Cemetery nahmen ausschließlich ihre Bediensteten und Verwandte eines Unionssoldaten teil. Paul Reveres Nachkommen stifteten einen Grabstein, der auf einer Bronzeplatte die Inschrift trägt:

„Sie riskierte alles, was dem Menschen lieb ist – Freunde, Vermögen, Komfort, Gesundheit, das Leben selbst, alles für das eine Verlangen ihres Herzens – die Sklaverei abzuschaffen und die Union zu erhalten.“

Für ihre Verdienste um die Union wurde Elizabeth van Lew 1993 in die Military Intelligence Hall of Fame aufgenommen.

## In Buch und Film
Elizabeth van Lew ist die Protagonistin der Romane Elizabeth Van Lew: Civil War Spy von Heidi Schoof, Only Call Us Faithful: A Novel of the Union Underground von Marie Jakober und The Spymistress von Jennifer Chiaverini.
Im Jahr 1987 erschien der Film A Special Friendship, der fiktionalisiert von der Freundschaft Elizabeths mit Mary Bowser erzählt. 1990 verkörperte Mary Kay Place Elizabeth van Lew in dem Film Traitor in my House.